# Ingarö
Ingarö en una isla en el municipio de Värmdö, en el condado de Estocolmo. Tiene una superficie de 63 km². Su principal localidad es Brunn.